# Albert Stubblebine
Albert "Bert" Newton Stubblebine III (6 de fevereiro de 1930 - 6 de fevereiro de 2017) foi um major-general do Exército dos Estados Unidos cuja carreira em serviço ativo durou 32 anos. Começando como um oficial de armadura, ele mais tarde transferiu-se para a inteligência. Ele é creditado como o responsável por redesenhar a arquitetura de inteligência do Exército dos Estados Unidos durante seu tempo como comandante geral do Comando de Segurança e Inteligência do Exército dos EUA (INSCOM) de 1981 a 1984, após o qual ele se aposentou do serviço ativo.[carece de fontes?]
Após sua aposentadoria tornou-se amplamente conhecido que Stubblebine, durante seu serviço ativo, tinha um interesse na guerra psíquica e tinha esperanças de desenvolver um exército de soldados com poderes especiais, como a capacidade de andar através das paredes.